# Eerste klasse 1986-87 (basketbal België)
Het seizoen 1986-1987 was de 40e editie van de hoogste basketbalcompetitie.
RC Maes Pils Mechelen behaalde zijn negende landstitel. Castors Braine, Avanti Brugge en Cuva Houthalen promoveerden vanuit de tweede afdeling naar het hoogste niveau
Cuva Houhalen was bereid om als vijfde in tweede klasse te promoveren en zo de door fusie vrijgekomen plaats in te nemen

## Fusie
Boule D'Or Andenne en RUS Assubel Mariembourg fuseren tot  Assubel "G" Mariandenne.

## Naamswijziging
Castors Braine  werd Trane Castors Braine
Raifeissen Leuven werd Cera Leuven

## Eindstand
|  |    |                       | P  | W  | V  | G | Ptn |
|  | -- | --------------------- | -- | -- | -- | - | --- |
|  | 1  | RC Maes Pils Mechelen | 26 | 22 | 4  | 0 | 44  |
|  | 2  | Trane Castors Braine  | 26 | 19 | 7  | 0 | 38  |
|  | 3  | Assubel Mariandenne   | 26 | 18 | 8  | 0 | 36  |
|  | 4  | Sunair BC Oostende    | 26 | 17 | 6  | 0 | 34  |
|  | 5  | Maccabi               | 26 | 16 | 10 | 0 | 32  |
|  | 6  | Fleurus Boigelot      | 26 | 14 | 12 | 0 | 28  |
|  | 7  | Avanti Brugge         | 26 | 13 | 13 | 0 | 26  |
|  | 8  | Pepinster             | 26 | 12 | 14 | 0 | 24  |
|  | 9  | Renault Gent          | 26 | 12 | 14 | 0 | 24  |
|  | 10 | Opel Merksem          | 26 | 11 | 15 | 0 | 22  |
|  | 11 | Cuva Houthalen        | 26 | 10 | 16 | 0 | 20  |
|  | 12 | Duvel Willebroek      | 26 | 6  | 20 | 0 | 12  |
|  | 13 | Cera Leuven           | 26 | 6  | 20 | 0 | 12  |
|  | 14 | Spirale Liège         | 26 | 6  | 20 | 0 | 12  |

## Play offs
- Best of three

Castors - Mariandenne 75-86
Mariandenne - Castors 69-73
Castors - Mariandenne 70-67
RC Maes Pils - Sunair BCO 104-85
Sunair BCO- RC Maes Pils 81-66
RC Maes Pils - Sunair BCO 80-73
- Best of five

RC Maes Pils - Trane Castors Braine 81-83
Trane Castors Braine - RC Maes Pils 74-92
RC Maes Pils - Trane Castors Braine 98-92
Trane Castors Braine - RC Maes Pils 72-80

## Driehoekstornooi 1 Degradatie
Spirale Liège - Duvel Willebroek 87-76
Spirale Liège - Cera Leuven 92-85
Willebriek en Leuven degraderen
1928 · 1929 · 1930 · 1931 · 1932 · 1933 · 1934 · 1935 · 1936 · 1937 · 1938 · 1939 · 1940 · 1941 · 1942 · 1943 · 1944 · 1945 · 1946 · 1947 · 1948 · 1949 · 1950 · 1951 · 1952 · 1953 · 1954 · 1955 · 1956 · 1957 · 1958 · 1959 · 1960 · 1961 · 1962 · 1963 · 1964 · 1965 · 1966 · 1967 · 1968 · 1969 · 1970 · 1971 · 1972 · 1973 · 1974 · 1975 · 1976 · 1977 · 1978 · 1979 · 1980 · 1981 · 1982 · 1983 · 1984 · 1985 · 1986 · 1987 · 1988 · 1989 · 1990 · 1991 · 1992 · 1993 · 1994 · 1995 · 1996 · 1997 · 1998 · 1999 · 2000 · 2001 · 2002 · 2003 · 2004 · 2005 · 2006 · 2007 · 2008 · 2009 · 2010 · 2011 · 2012 · 2013 · 2014 · 2015 · 2016 · 2017 · 2018 · 2019 · 2020 · 2021